# 布赖恩·麦克唐纳
布赖恩·麦克唐纳（英語：Brian MacDonald，1943年12月3日—），加拿大男子帆船运动员。他曾代表加拿大参加2000年和2004年夏季残疾人奥林匹克运动会帆船比赛，获得一枚铜牌。